# 张家堡镇
张家堡镇，是中华人民共和国河北省张家口涿鹿县下辖的一个乡镇级行政单位。

## 行政区划
张家堡镇下辖以下地区：
张家堡村、沙梁村、单家堡村、曹堡村、上太府村、隆伏寺村、北张庄村、杜庄村、赤脚寺村、黄土港村、石堡滩村、胡庄村和桃园村。